# Betty Maina

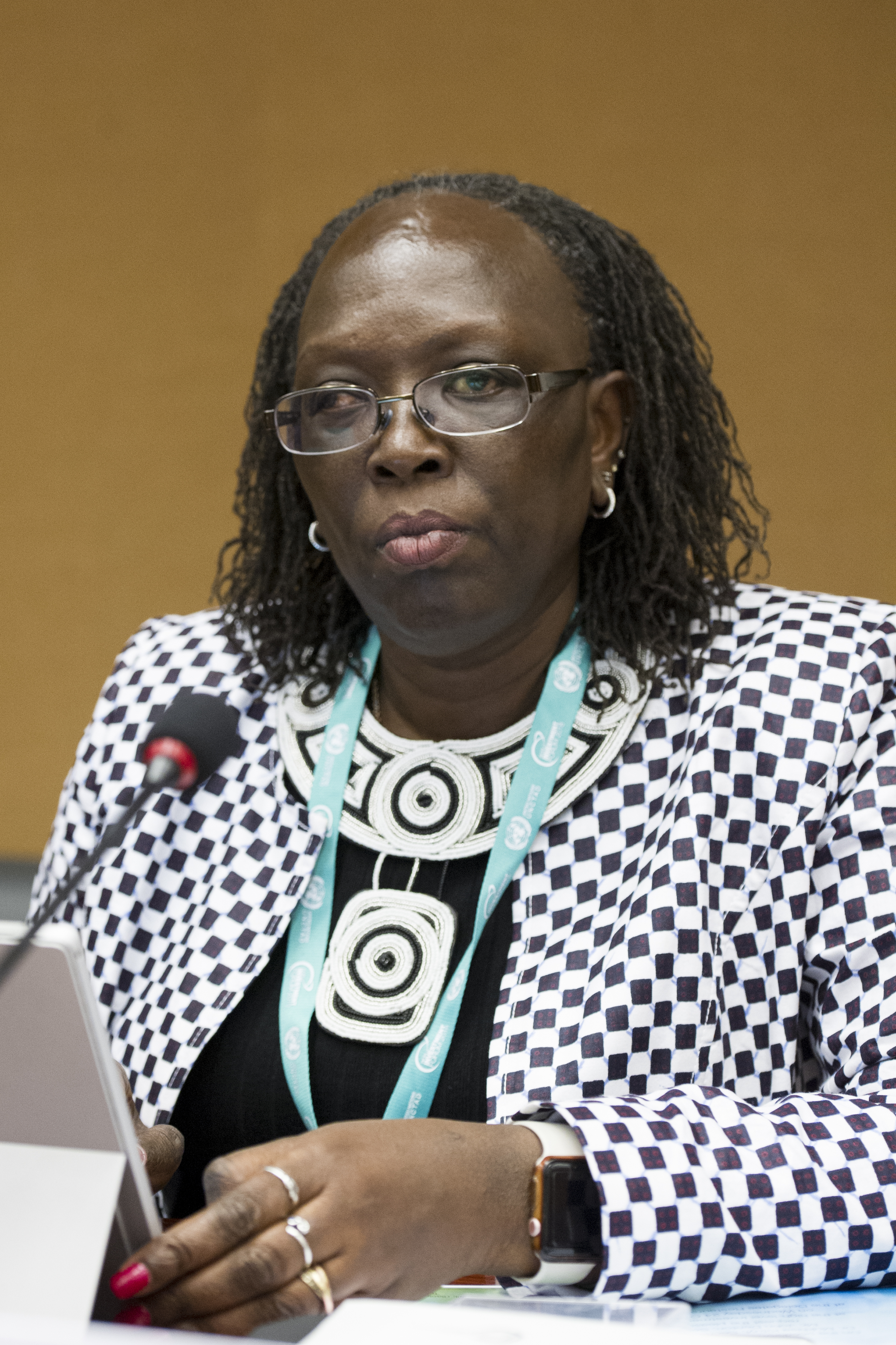
Betty Maina atendendo o “Talking Business Africa II” do World Investment Forum 2018, no Palácio das Nações, Geneva, Suiça.

Betty Maina é uma política queniana que atualmente é secretária de gabinete para a industrialização, comércio e desenvolvimento empresarial no governo do Quénia.
Antes de assumir o seu cargo no governo em 2020, ela ocupou cargos na Associação de Fabricantes do Quénia, nas Nações Unidas e como Secretária Principal do Departamento de Industrialização, Comércio e Desenvolvimento Empresarial.